# Twice 1st Tour: Twiceland The Opening
Twice 1st Tour: Twiceland The Opening — первый концертный тур южнокорейской гёрл-группы Twice. Тур стартовал 17 февраля 2017 года в Сеуле на стадионе SK Olympic Handball Gymnasium.

## Предыстория
10 января 2017 года JYP Entertainment анонсировал, что с 17 по 19 февраля группа проведёт серию концертов в Сеуле в рамках их нового гастрольного тура, получившего название Twice 1st Tour: Twiceland The Opening. Продажа билетов началась 20 января через сервис Interpark.
25 января было объявлено, что 8 апреля состоится концерт в Бангкоке. 26 января JYP также заявили, что специально увеличат количество мест для концертов в Сеуле и заявили о первом шоу в Таиланде 29 апреля.

## Сет-лист
Данный сет-лист использовался на концертах в Сеуле c 17 по 19 февраля 2017 года. В зависимости от места проведения шоу он может меняться.
1. «Touchdown»
2. «I’m Gonna Be A Star»
3. «Cheer Up»
4. «미쳤나봐 (Going Crazy)»
5. «Truth»
6. «OOH-AHH하게 (Like Ooh-Ahh»
7. «1 to 10»
8. «툭하면 톡 (Ready To Talk)»
9. «Headphone 써 (My Headphones On)»
10. «4 Minutes» (кавер на Мадонну; Мина, Чонён и Чжихё)
11. «Yoncé» (кавер на Бейонсе; Момо, Чеён, Наён и Сана)
12. «검은 고양이네로 (Black Cat Nero)» (кавер на Turbo)
13. «카드 캡터 체리» (Cardcaptor Sakura)
14. «세일러문» (Сейлор Мун)
15. «Ponytail»
16. «Candy Boy»
17. «Pit-a-Pit»
18. «Next Page»
19. «Woo Hoo»
20. «다시 해줘 (Do It Again)»
21. «중독 (Overdose)» (кавер на EXO)
22. «예쁘다 (Pretty U)» (кавер на Seventeen)
23. «소중한 사랑 (Precious Love)»
24. «Jelly Jelly»
25. «TT»
26. «One in a Million»
27. «Like a Fool»
28. «OOH-AHH하게 (Like Ooh-Ahh)»
29. «Cheer Up»
30. «TT»

## Даты концертов
| Дата                 | Город    | Страна                | Арена                           | Посещаемость |
| -------------------- | -------- | --------------------- | ------------------------------- | ------------ |
| Азия                 |          |                       |                                 |              |
| 17 февраля 2017 года | Сеул     | Флаг Республики Корея | SK Olympic Handball Gymnasium   | 15,000       |
| 18 февраля 2017 года | Сеул     | Флаг Республики Корея | SK Olympic Handball Gymnasium   | 15,000       |
| 19 февраля 2017 года | Сеул     | Флаг Республики Корея | SK Olympic Handball Gymnasium   | 15,000       |
| 8 апреля 2017 года   | Бангкок  | Флаг Таиланда         | Thunder Dome, Muang Thong Thani | 4,000        |
| 29 апреля 2017 года  | Сингапур | Флаг Сингапура        | The Star Theatre                | 5,000        |
| 17 июня 2017 года    | Сеул     | Флаг Республики Корея | Jamsil Arena                    | 12,000       |
| 18 июня 2017 года    | Сеул     | Флаг Республики Корея | Jamsil Arena                    | 12,000       |